# Fiat Downtown
Fiat Downtown a fost un concept car creat și produs de constructorul italian de automobile Fiat. Modelul a fost prezentat în martie 1993 la Salonul Auto de la Geneva, având ca obiectiv demonstrarea fezabilității unui vehicul electric capabil să transporte trei adulți într-o arhitectură cu dimensiuni extrem de compacte. Structura sa a fost construită pe un șasiu din aluminiu, acoperit cu o caroserie din materiale compozite complet reciclabile, proiectată pentru a reduce costurile de producție și întreținere

## Caracteristici

### Structura
Fiat Downtown este construit pe o structură robustă din aluminiu, omologată conform normelor în vigoare, acoperită cu o caroserie realizată din materiale ușoare și ieftine: termoplastice, termorigide, policarbonat și polipropilenă, toate fiind reciclabile. Designul caroseriei Fiat Downtown, realizat de Chris Bangle (pe vremea când lucra la Centro Stile Fiat în Torino), a fost optimizat în tunel aerodinamic pentru a oferi o stabilitate superioară, în ciuda lățimii reduse, atingând un coeficient aerodinamic (Cx) de doar 0,26, o performanță remarcabilă pentru dimensiunile vehiculului. Un element distinctiv al modelului Downtown este bordul său complet digital, care include un computer de bord și sistem GPS. Silueta rotunjită și culoarea verde dominantă conferă vehiculului un aspect ludic, prefigurând viitoarele automobile urbane ecologice și economice italiene din secolul al XXI-lea.

### Habitaclul
Interiorul modelului Downtown este simplu, dar extrem de funcțional și original. Bordul minimalist integrează funcțiile esențiale: volan, vitezometru și un computer de bord care furnizează toate informațiile necesare șoferului. Acesta permite, de asemenea, optimizarea consumului de energie al bateriilor de sodiu-sulf lichid.
Vehiculul are trei scaune orientate înspre față: scaunul șoferului este amplasat central, iar cele două scaune pentru pasagerii din spate sunt ușor înclinate spre exterior. 

### Mecanica
Fiat Downtown este echipat cu două motoare electrice Fiat, montate în roțile din spate. Acestea asigură o putere totală de 13 kW (18 CP), permitând o viteză maximă de 100 km/h pe drum drept și o autonomie de 300 km.
Inovația principală constă în bateriile de tip sodiu-sulf (Na-S), care făceau parte dintr-o nouă generație de acumulatori lichizi cu capacitate ridicată. Acestea pot fi reîncărcate complet în sub 8 ore.